# 最偉大的一代
最偉大的一代（Greatest Generation）是指西方世界「失落的一代」之後、「沉默的一代」之前的成年的一代人。最偉大的一代通常被定義為1901年至1927年出生的人。他們是大蕭條時期成長的，也是第二次世界大戰中應徵入伍的第一代。

## 由來
「最偉大的一代」這個術語最早由美國陸軍將軍詹姆斯·范佛里特於1953年使用，他剛剛在二戰和朝鮮戰爭中率領第八集團軍退役。他在國會發表講話時表示：「第八集團軍的士兵們非常了不起，我一直說這是我們有史以來培養出的最偉大的一代美國人。」這個術語因美國記者湯姆·布羅考1998年出版的書《最偉大的年代》而廣為人知。在書中，布羅考描述了這一代在大蕭條時期成長並參加了第二次世界大戰的美國人以及那些在國內為戰爭做出貢獻的人。布羅考寫道，這些男男女女戰鬥不是為了名譽或認可，而是因為這是「正確的事」。